# Тэр, Отакар
Отакар Тэр (чеш. Otakar Theer; 16 февраля 1880, Черновцы, Буковина, Австро-Венгрия — 20 декабря 1917, Прага) — чешский поэт, писатель

, драматург, литературный критик и переводчик.
Использовал псевдонимы Отто Гулон, Г. Раллан и Сезам.

## Биография
Обучался на юридическом факультете Карлова университета в Праге, во время учёбы перешёл на факультет искусств. С 1902 по 1903 год учился в Сорбонне. В 1906 году работал сотрудником Университетской библиотеки в Праге (ныне Национальная библиотека Чешской Республики).

## Творчество

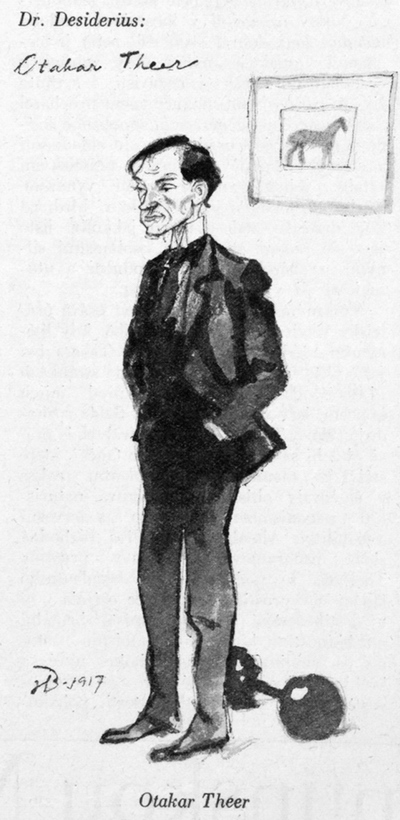
Карикатура на Отакара Тэра, 1917

Дебютировал в конце 1890-х годов, в эпоху увлечения новейшими течениями западноевропейской литературы, в особенности французской.
Сборник стихов О. Тэра «Рощи, где танцуют» (Haje, kde se tanci, 1897), выпущенный под псевдонимом Отто Гулон, — подражание французским поэтам-декадентам. Изучил новейшие течения западноевропейской буржуазной философии, сотрудничал в журналах «Lumir», «Prehled», где напечатал ряд статей по литературе и театру, писал фельетоны в «Literární listy». В 1903 году вышел сборник рассказов Тэра «Под древом любви» (Pod stromem Lasky), написанных в духе реализма на тему о слиянии искусства с жизнью.
К первому периоду творчества О. Тэра относится и его сборник стихов «Походы к своему я» (Vypravy k Ja, 1900). Спустя 11 лет вышла книга стихов «Страхи и надежды» (Uzkosti a nadeje, 1911).
Его работы подверженные влиянию символизма, описывают в основном женщину и любовь и часто включают в себя эротические мотивы.
О. Тэр — оригинальный поэт «горьких идиллий», типичный идеалист, стремящийся постигнуть сущность явлений жизни и ушедший в мир абстракций. В последней книге «Наперекор всему» (Vsemu na vzdory, 1916), вышедшей в годы Первой мировой войны, он ближе подошёл к реальной действительности, оставаясь все же на прежних идеалистических позициях.
О. Тэру принадлежит пьеса «Фаэтон» (1917), в основу которой положен мифологический сюжет.
Занимался переводами произведений французских и английских авторов.

## Избранные произведения
- Háje, kde se tančí, 1897
- Výpravy k Já, 1900
- Příchod ženy, 1901
- Pod stromem lásky, Lyrik 1903
- Spuklým srdcem, Роман, 1910
- Úzkosti a naděje, Лирика, 1911
- Almanach 1914
- Faëthon, Tрагедия, 1917
- Všemu navzdory, 1916